# Eric Robinson (piłkarz wodny)
Eric Robinson (ur. prawdopodobnie 1878, zm. ?) – brytyjski piłkarz wodny, pierwotnie uznawany za uczestnika Letnich Igrzysk Olimpijskich 1900 w Paryżu.
Podczas igrzysk olimpijskich w Paryżu złoty medal w turnieju piłki wodnej zdobyła  drużyna Osborne Swimming Club. Oficjalny raport olimpijski uwzględnia Robinsona w składzie drużyny zwycięskiej, jednak inna lista z tego okresu już nie. Możliwe że w ogóle nie uczestniczył w turnieju, ponieważ dwa dni po finale grał w Manchesterze.
Międzynarodowy Komitet Olimpijski umieszcza Robinsona w bazie olimpijczyków, ale bez żadnych danych o uczestnictwie w igrzyskach, natomiast nie wymienia go w składzie drużyn uczestniczących w turnieju piłki wodnej.